# Brechin
Brechin, schottisch-gälisch Breichin, ist eine Stadt in der schottischen Council Area Angus. Sie liegt etwa 10 km westlich von Montrose und 30 km nordöstlich von Dundee am Fluss South Esk. Im Jahre 2011 verzeichnete Brechin 7481 Einwohner.

## Geschichte
Die gotische Kathedrale von Brechin stammt aus dem 13. Jahrhundert. In den Bau ist ein älterer Rundturm aus dem 11. Jahrhundert integriert; einer von nur zwei erhaltenen historischen Rundtürmen in Schottland. Etwa vier Kilometer nordöstlich der Stadt wurde im Jahre 1452 die Schlacht von Brechin geschlagen, in der royalistische Truppen des Clans Gordon ein Heer von Aufständischen unter dem Clan Lindsay besiegten. Im Jahre 1641 erhielt Brechin den Status eines Royal Burgh.
Seit 1825 produzierte die Brennerei Glencadam in Brechin Whisky. Mit der ehemaligen Destillerie North Port befand sich zwischen 1820 und 1983 eine weitere Brennerei in der Stadt.

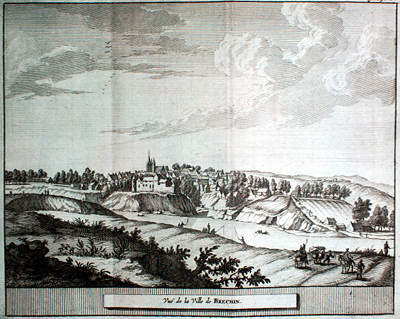
Historische Zeichnung von Brechin von 1727
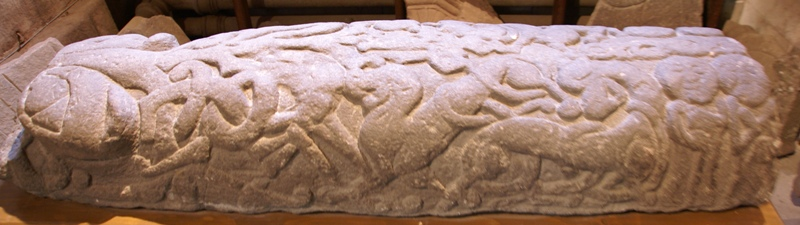
Hogback in der Kathedrale
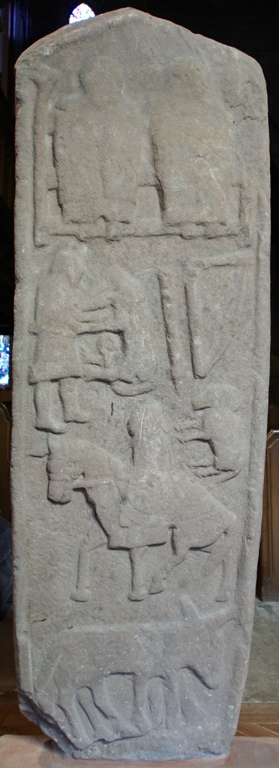
Piktischer Symbolstein in der Kathedrale
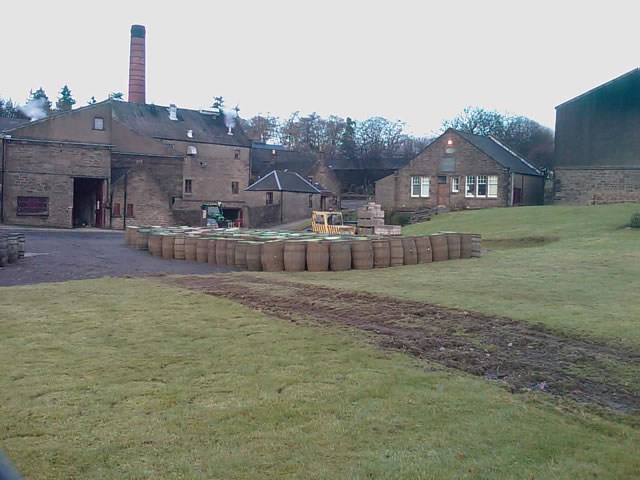
Whiskybrennerei Glencadam

## Verkehr

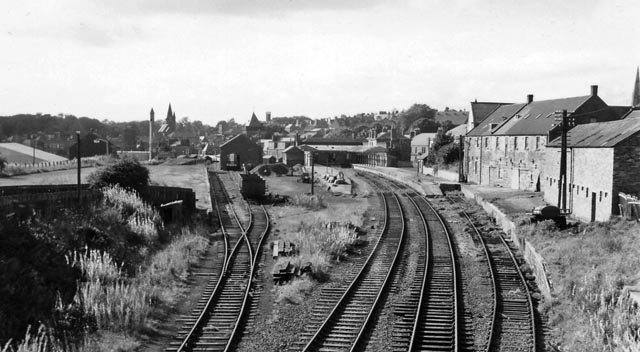
Bahnhof von Brechin 1974

Über die A90, die Edinburgh mit Thurso verbindet und die Stadt im Norden tangiert, ist Brechin an das Fernstraßennetz angeschlossen. Des Weiteren verlaufen die A933 (Brechin–Arbroath) und A935 (Brechin–Montrose) durch Brechin. Zwischen 1895 und 1981 war Brechin über die Caledonian Railway an das Eisenbahnnetz angeschlossen, der Bahnhof wurde jedoch aufgegeben. Seit 1993 wird während der Sommermonate eine Museumsbahn zwischen Brechin und Bridge of Dun auf der alten Strecke der Caledonian Railway betrieben.

## Sport
Der 1906 gegründete Fußballverein Brechin City FC spielt in der Saison 2017/2018 in der Scottish Championship, der zweiten schottischen Fußballliga. Sein Heimstadion ist der Glebe Park.

## Persönlichkeiten
- John Gillies (1792–1834), Arzt und Botaniker
- Thomas Guthrie (1803–1873), Sozialreformer
- Robert Watson-Watt (1892–1973), Erfinder des Radars
- Robin Orr (1909–2006), Komponist
- Anne Begg (* 1955), Politikerin (Labour Party)
- Jim Kroft (* 1979), Sänger